# Сосиген Родосский
Сосиге́н (др.-греч. Σωσιγένης) — греко-македонский флотоводец. Участвовал в Первой и Второй войнах диадохов на стороне Пердикки и Эвмена. По одной из версий, впоследствии перешёл на сторону Антигона и стал одним из ближайших друзей его сына Деметрия.

## Биография
Сосиген был родом с Родоса. Как отметил В. Хеккель, точно неизвестно, принимал ли Сосиген участие в походах Александра Македонского.
В 321/320 году до н. э., во время Первой войны диадохов, для ведения боевых действий на море по распоряжению Пердикки были созданы три флотилии. Целью Сосигена, возглавившего 200 финикийских судов, было подавление восстания кипрских царей, заключивших союз с Птолемеем. Однако экспедиция Сосигена потерпела неудачу. По замечанию В. Хеккеля, причинами этого явились как действия Антигона Одноглазого, так и гибель Пердикки в Египте.
Впоследствии Сосиген служил у Эвмена. Предположительно в 317 году до н. э. Эвмен собрал флот, чтобы переплыть из Азии в Македонию, командовать которым поручил Сосигену. В это время Антигон уничтожил флот союзника Эвмена Клита при Византии. Когда моряки Сосигена увидели флот Антигона, то они предпочли дезертировать и перейти с гружёными казной кораблями на сторону противника. Сосиген в тот момент находился на берегу и не мог повлиять на происходящее. Согласно Полиэну, событие произошло в гавани города Россос в Киликии.
Возможно, впоследствии Сосиген перешёл на сторону Антигона. В таком случае, возможно, именно он упомянут среди ближайших друзей сына Антигона Деметрия, не оставивших его после поражения от Селевка в 285 году до н. э. Согласно Плутарху, в поясе у Сосигена было зашито 400 золотых монет. С этими деньгами Деметрий и Сосиген надеялись достичь моря, однако вскоре отказались от своего замысла, так как посчитали его невыполнимым

### Исследования
- Ефремов Н. В. Кария между Пердиккой и Антигоном (некоторые примечания к истории западной Малой Азии в ранний период диадохов, 321—317 г. до н. э.) // Проблемы истории, филологии, культуры. — 2012. — Вып. 35, № 1. — С. 3—26. — ISSN 2658-316X.
- Anson E. Eumenes of Cardia. A Greek among Macedonians (англ.). — 2nd ed. — Leiden; Boston: Brill, 2015. — (Mnemosyne Supplements, History and Archaeology of Classical Antiquity, vol. 383). — ISBN 978-90-04-29717-3.
- Billows R. Antigonos the One-eyed and the Creation of the Hellenistic State (англ.). — Berkeley; Los Angeles; London: University of California Press, 1997. — ISBN 0-520-06378-3.
- Heckel W. Who's Who in the Age of Alexander and his Successors. From Chaironea to Ipsos (338—301 BC) (англ.). — Barnsley: Greenhill Books, 2021. — 554 p. — ISBN 978-1-78438-648-1.